# Sandkryb
Sandkryb (Glaux maritima) er en flerårig, 5-10 centimeter høj plante i kodriver-familien. Det er en glat, nedliggende plante, der kan danne store bestande på grund af underjordiske udløbere. Bladene er kødfulde, tætsiddende og aflangt ægformede. De blomstrende skud er oprette med et 0,5 cm stort rosa, tragtformet bloster, der sidder enkeltvist i bladhjørnerne. Sandkryb er den eneste art i slægten Glaux og er udbredt i den nordlige halvkugles tempererede områder, langs havkysterne og på saltrig bund i øvrigt.
I Danmark er Sandkryb temmelig almindelig langs kysterne på fugtig, saltrig, sandet eller stenet bund på strandenge og strandbredder. Den blomstrer i juni og juli.